# Traugott Fricker
Traugott Fricker (* 23. März 1902 in Oberhof bei Wölflinswil; † 23. Januar 1981 in Laufenburg) war ein Schweizer Lehrer, Heimatforscher und Bühnenautor.

## Leben

### Familie
Traugott Fricker war der Sohn des Lehrers Martin Fricker. Er heiratete 1926 Klara, die Tochter von Albert Müller; sein Schwager war der Lehrer und Heimatforscher Albin Müller (1902–1994).

### Werdegang
Traugott Fricker besuchte die Bezirksschule in Frick und darauf das Lehrerseminar Wettingen; zu seinen Lehrern am Lehrerseminar zählte unter anderem der Seminardirektor Arthur Frey (1879–1959), der Schriftsteller Paul Haller und der Heimatforscher Arnold Büchli, mit dem er auch später in Verbindung blieb. 1923 wurde Traugott Fricker Lehrer in Kaisten.

### Heimatkundliches Wirken
Traugott Fricker veröffentlichte verschiedene Publikationen zur Heimatkunde des Fricktals, unter anderem von 1935 bis 1938 Volkssagen aus dem Fricktal, das er 1938 als Buch veröffentlichte und das danach noch mehrfach mit vollständig überarbeiteten Auflagen erschien.
Er beschäftigte sich auch eingehend mit der Sammlung von Sagen und seine Schrift Volkssagen aus dem Fricktal war seine bedeutendste Sammlung, die aus 228 Sagen bestand und die er besonders von Ernst Ludwig Rochholz übernommen hatte; sein Lehrer Arthur Frey verfasste die sprachlichen und sachlichen Erklärungen.
Die Schrift Unser Aargau, an der er 1953 mitwirkte, wurde an alle Schulkinder des Kantons verteilt.
Von 1933 bis 1957 gestaltete er viele heimatkundlichen Sendungen bei Radio Basel und Radio Beromünster als freier Mitarbeiter. Er las sowohl eigene Mundartprosa, Dr Oberscht oder Im Chratzemättli, womit er in einem von Radio Basel veranstalteten Wettbewerb den dritten Preis gewonnen hatte. Dazu gestaltete er auch ganze abendfüllende heimatkundliche Sendungen über Laufenburg, den Bözberg, Aarau, Wildegg, das Kirchspiel Leuggern oder das Schenkenbergertal.
Er bearbeitete literarische Stoffe für die von ihm gegründete Theatergesellschaft Kaisten und schrieb auch eigene Stücke, unter anderem 1957 ein Festspiel zu 750 Jahren Laufenburg, in dem er auch die Regie führte, und 1959 Son et lumière – Laufenburg im Lichte der Scheinwerfer.

## Ehrungen und Auszeichnungen
1962 wurde Traugott Fricker für seine vielfältige kulturelle Tätigkeit zum Ehrenbürger von Kaisten ernannt.

## Mitgliedschaften
- Traugott Fricker trat kurz nach deren Gründung in die Fricktalisch-Badische Vereinigung für Heimatkunde und Heimatschutz ein und wurde 1930 deren Aktuar; von 1937 bis 1947 redigierte er die Vereinzeitschrift Vom Jura zum Schwarzwald. Blätter für Heimatkunde und Heimatschutz, anfangs allein und später gemeinsam mit Anton Senti (1887–1966)[4]. 1947 zog er sich aus dem Vorstand zurück, bevor er sich 1954 wieder wählen liess und 1960 als Nachfolger von Anton Senti Präsident wurde. 1969 legte er sein Amt nieder und wurde im darauffolgenden Jahr zum Ehrenpräsidenten gewählt.
- Er leitete mehrere Jahrzehnte den Männerchor in Kaisten und wurde von diesem zum Ehrendirigenten ernannt.
- Als begeisterter und begabter Theaterspieler gründete er in Kaisten eine Theatergesellschaft und achtete darauf, dass Mundartstücke oder mundartliche Fassungen schriftdeutscher Stücke vorgezogen wurden, so führte er unter anderem Friedrich Schillers Wilhelm Tell in Mundart auf, mit ihm in der Titelrolle und seinem ältesten Sohn als Walter. Weitere Stücke waren Heinrich von Kleists Das Käthchen von Heilbronn, Der heilige Held von Cäsar von Arx, Kleider machen Leute nach Gottfried Keller und Geld und Geist nach Jeremias Gotthelf. Er hatte während der Zeit des Zweiten Weltkriegs besonderen Erfolg mit Steibruch von Albert Jakob Welti.
- Er stiess auch an, dass 1928 in Kaisten ein Natur- und Vogelschutzverein[5] gegründet wurde.

## Schriften (Auswahl)
- Sagen und Geschichten aus dem Wölflinswilertal. In: Vom Jura zum Schwarzwald, Band 3, Heft 1. 1928. S. 51–60.
- Meister Burkart von Frick: ein Fricktaler, als erster Schreiber des bei Windisch ermordeten Königs Albrecht. In: Vom Jura zum Schwarzwald, Band 4, Heft 2. 1929. doi:10.5169/seals-747010#50, S. 44–53.
- Alte Fricktaler Volksreime. In: Vom Jura zum Schwarzwald, Band 7, Heft 2. 1932. doi:10.5169/seals-747000#33, S. 25–29.
- Vorkommnisse zur Zeit der Napoleonischen Kriege in der Pfarrei Kaisten. In: Vom Jura zum Schwarzwald, Band 7, Heft 2. 1932. S. 32–33.
- Der Gansinger Rekruten-Aufruhr vom Jahre 1813. In: Vom Jura zum Schwarzwald, Band 9, Heft 1. 1934. doi:10.5169/seals-747135#21, S. 17–20.
- Volkssagen aus dem Fricktal. Rheinfelden (Baden): Krauseneck, 1935.
- Volkssagen aus dem Fricktal 1, doi:10.5169/seals-747019#530. In: Vom Jura zum Schwarzwald, Band 10, Sonderheft. 1935.
- Volkssagen aus dem Fricktal 2, doi:10.5169/seals-747577#71. In: Vom Jura zum Schwarzwald, Band 12, Sonderheft. 1937.
- Volkssagen aus dem Fricktal 3, doi:10.5169/seals-747398#218. In: Vom Jura zum Schwarzwald, Band 13, Sonderheft. 1938.
- Skizze aus einer Dorfgeschichte von Kaisten. In: Vom Jura zum Schwarzwald, Band 20, Heft 1. 1945. S. 33–41.
- De Fürschtehofer – Schauspiel in 4 Akten; nach Charlotte Birch-Pfeiffer. Aarau: Sauerländer, 1946.
- Die Benkenstrasse, ein vergessener Juraübergang. In: Vom Jura zum Schwarzwald, Band 23. 1948. S. 111–117.
- Bärgrutsch: Volksschauspiel in aargauer Mundart in fünf Akten. Aarau: H.R. Sauerländer & Co., 1949.
- Benkerjoch und Staffelegg: aus der Geschichte zweier Jurapässe. In: Aarauer Neujahrsblätter, Band 26. 1952. S. 21–37.
- Aus der Sagenwelt des Fricktals. In: Jurablätter, Band 14, Heft 7. 1952. doi:10.5169/seals-861815#150, S. 105–111.
- Theodor Elsasser; Felix Hoffmann; Georg Boner; Robert Stäger; Adolf Haller; Nold Halder; Traugott Fricker; Paul Erismann: Unser Aargau: Zur Erinnerung an das 150jährige Bestehen des Kantons Aargau durch Beschluss des Grossen Rates für die aargauische Jugend geschaffen. Aarau: Neue Aargauer Zeitung; Aarau: H.R. Sauerländer & Co.; Aarau: A. Trüb & Co., 1953.
- 750 Jahre Laufenberg: Festspiel in 5 Bildern. Laufenburg 1957.
- Son et lumière – Laufenburg im Lichte der Scheinwerfer. Laufenburg 1959.
- Sagen aus dem Aargau. In: Jurablätter, Band 14, Heft 7. 1959. S. 124–127.
- Volkssagen aus dem Fricktal II. In: Vom Jura zum Schwarzwald, Band 34. 1959 doi:10.5169/seals-747374#60, S. 54–101.
- Der Rebbau der Gemeinde Kaisten. In: Vom Jura zum Schwarzwald, Band 41. 1966–1967. S. 51–59.
- 700 Jahre Gipf-Oberfrick: Festspiel: Erbe und Auftrag eines Fricktaler Dorfes: Aufführung als Freilichtspiel auf dem neuen Dorfplatz in Gipf-Oberfrick, September 1969. Gipf-Oberfrick: T. Fricker, 1969.
- Laufenburg: Kleiner Stadtführer durch Laufenburg mit orientierenden Übersichten über die Gemeinde. 1969.
- Zwei Oeschger Sagen. In: Vom Jura zum Schwarzwald, Band 43–45. 1969–1979. doi:10.5169/seals-747111#217, S. 214–215.
- Traugott Fricker; Rita Bätscher-Gertiser; Manuel Corpataux; Georg Winter: Kaisten. Laufenburg, 1972.
- Traugott Fricker; Richard Hofmann: Vom Schloss Laufenburg und seinen Bewohnern. Laufenburg, 1975.
- Flurnamen von Kaisten. In: Vom Jura zum Schwarzwald, Band 57. 1983. S. 39–99.

## Tondokumente (Auswahl)
- Unruhigi Geischter.
- Dr Schatz vom Wygarte.